# دوري سان مارينو 1992–93
دوري سان مارينو 1992–93 (بالإيطالية: Campionato Dilettanti 1992-1993)‏ هو الموسم 8 من  دوري سان مارينو. أشرف على تنظيمه اتحاد سان مارينو لكرة القدم، وكان عدد الأندية المشاركة فيه  10، وفاز فيه تري فيوري.